# Fabrică chimică
O fabrică chimică este o instalație industrială de proces, care produce (sau  altfel  spus, procesează) produse chimice, de obicei pe  scară largă. Obiectivul general al unei fabrici/uzine chimice este de a crea un nou material prin transformare chimică sau biologică fie prin  separare de materiale. Fabricile chimice folosesc echipamente specializate, unități de producție specializate și tehnologie  chimică în procesul de fabricație.

## Legături  externe
Materiale media legate de fabrică chimică la Wikimedia Commons
- de  Europäischer Dachverband der Chemischen Industrie
- de  Verband der Chemischen Industrie